# Ню Кормы
Ню Кормы (лат. ν Puppis) — одиночная голубая звезда в южном созвездии Кормы. Пятая по блеску звезда Кормы, обладает видимой звёздной величиной 3,17. На основе годичного параллакса, равного 8,78 миллисекундам дуги, получена оценка расстояния, равная 370 световым годам. Ближе всего к Солнцу звезда подходила 3,6 млн лет назад на расстояние 27 световых лет.
Звезда принадлежит спектральному классу B8 III, то есть является гигантом спектрального класса B. Линии поглощения в спектре обладают центральными квазиэмиссионными пиками, то есть объект является оболочечной Be-звездой с околозвёздным диском нагретого газа, видимым с ребра. ν Кормы является объектом-кандидатом в переменные звёзды и обладает амплитудой 0,0117 звёздной величины с частотой 0,15292 в день. Звезда быстро вращается и обладает проекцией скорости вращения 225 км/с. Этот темп вращения придаёт звезде сплюснутую форму, экваториальный радиус на 31 % больше полярного радиуса. Светимость (с учётом ультрафиолетового излучения) составляет 1340 светимостей Солнца при эффективной температуре фотосферы 12120 K.